# Лукичев, Александр Николаевич
Алекса́ндр Никола́евич Лу́кичев (7 октября 1960) — российский политик и общественный деятель. Вице-президент Обрсоюза (Союза профессионалов в сфере образовательных инноваций). Директор Университета территориального общественного самоуправления

## Биография
Родился 7 октября 1960 года в Вожегодском районе Вологодской области, был восьмым ребёнком в семье. Женат, имеет двух дочерей.  
После окончания школы Лукичев написал заявление о поступлении в морское училище, но получил отказ.
В 1978 году был призван в ряды Советской армии.
В 1986 году окончил исторический факультет Вологодского государственного педагогического института, получив специальность «преподаватель истории и права».
В середине 1980-х, став комиссаром областного штаба ССО, был одним из инициаторов создания отрядов безвозмездного труда, перечислявших заработанные деньги детским домам и школам-интернатам.
Начинал трудовую деятельность рабочим Вологодского завода металлоизделий. С ноября 1985 года работал в аппарате обкома ВЛКСМ, заведовал сектором вологодского горкома КПСС.
В 1990—2007 гг. года А. Н. Лукичев работал в системе представительных органов власти г. Вологды.
По утверждению журналиста Ирека Муртазина, в начале 1990-х они с Лукичевым играли в одной команде в брейн-ринг.
В 2000 году успешно окончил Московский государственный институт международных отношений МИД РФ.
В 2006 году зачислен в заочную докторантуру Поморского государственного университета им. М. В. Ломоносова на соискание звания доктора исторических наук.
С 2009 года работает в Российской академии образования.
В настоящее время является старшим научным сотрудником института Российской Академии образования, пишет докторскую диссертацию на тему «Становление и развитие гражданского образования в школах России». В соавторстве готовит книгу о Христофоре Леденцове. Также занимается исследованием антисоветского крестьянского восстания в Сямженском районе, в котором участвовал его дед.

## Карьера в политике
С 1990 года был председателем комиссии по социальной защиты человека в вологодском городском совете, занимался разработкой городской нормативной базы в сфере прямой социальной поддержки населения, добился увеличения категорий населения для льготного снабжения продуктами животноводства в условиях продовольственного кризиса в стране. Также занимался совершенствованием городских норм социальной поддержки в свете грядущих рыночных реформ и возможных социальных проблем, связанных с этим.
Открыто выступал против разгона советов в 1993 году, считал это неконституционным.
В 1994 году баллотировался в областной совет депутатов, был поддержан областным обществом «Чернобыль», областным Союзом воинов-интернационалистов, городским обществом инвалидов, социально-реабилитационным центром для бездомных, обществом милосердия. При этом, он не принимал участия в выборах в городской совет.
В 2000 году окончил юридический факультет Московского государственного института международных отношений МИД РФ.
В 2000—2007 гг. был Председателем Вологодской городской Думы.
В 2007—2009 гг. был депутатом Законодательного Собрания Вологодской области.
В разные годы возглавлял Вологодскую региональную общественную организацию «Союз юристов Вологодской области» Ассоциации юристов России, председателем КТОС МКР «Бывалово-Можайский», председателем Ассоциации комитетов территориального общественного самоуправления Вологодской области, председателем Вологодского регионального отделения Муниципальной Академии Российской Федерации, а также председателем попечительского совета женской колонии.
Награждён грамотами Губернатора и Законодательного Собрания Вологодской области, Главы города Вологды. Победитель Всероссийского конкурса «Лучший муниципальный служащий России».
В 2010 году вышла книга об Александре Лукичеве «Левая, правая — где сторона…», которую написал вологодский журналист Геннадий Сазонов.

### В социал-демократическом движении
Александр Лукичев — видный политический деятель левого толка. В конце 1980-х был членом Демократической платформы КПСС. В начале 1990-х был членом Народной партии «Свободная Россия» и Российской социал-демократической партии, был членом правления последней. Известно, что он в 1994-м году голосовал за исключение из РСДП Александра Руцкого.
Во второй половине 1990-х был членом Социал-демократического союза, в числе представителей которого принял участие в учредительном съезде Российской объединённой социал-демократической партии в 2000 году.
На выборах в Государственную Думу 1995 года баллотировался от избирательного блока «Социал-демократы» по одномандатному округу № 72, набрал 2,33 %.
В 2000—2001 гг. являлся председателем вологодского регионального отделения Российской объединённой социал-демократической партии. В 2001—2006 гг. являлся председателем вологодского регионального отделения и членом руководящих органов (Центральное Правление, Политический совет) Социал-демократической партии России, из которой вышел сразу после IV съезда в декабре 2006 года из-за несогласия с политикой председателя СДПР. За полтора года до этого конфликта не было, а сам Кишенин во время визита в Вологду в мае 2005 года высоко оценил работу вологодских социал-демократов и Лукичева лично.
28 марта 2002 года Лукичев возглавил созданную в этот же день фракцию СДПР в Вологодской городской Думе.
В 2003 году Александр Лукичев баллотировался в Государственную Думу по Вологодскому одномандатному округу № 74. Он был выдвинут от СДПР, однако в итоге отказался от борьбы.
В январе 2005 года А.Лукичев принял участие в заседании Комитета Социнтерна по местному самоуправлению, который состоялся в Порту-Алегри, Бразилия.
Александр Лукичев был единственным представителем СДПР, который возглавлял представительный орган власти областного центра.

### В «Справедливой России»
Переход в «Справедливую Россию» сопровождался скандалом: спустя месяц его обвинили в том, что он состоит сразу в двух партиях, не выходя из СДПР. Скандалу предшествовали разногласия между представителями партий, объединявшихся в «Справедливую Россию»: проводились альтернативные конференции. В частности, такую конференцию провели представители Партии пенсионеров после того, как на признанной впоследствии законной конференции они присутствовали только в качестве гостей, а появление на конференции Лукичева и вовсе вызвало удивление (на тот момент о его выходе из СДПР ещё не было широко известно).
В 2007—2009 гг. являлся секретарем бюро Совета регионального отделения Политической партии «Справедливая Россия: Родина/Пенсионеры/Жизнь» в Вологодской области, входил в состав центральной Контрольно-ревизионной комиссии. На выборах 11 марта 2007 года избран депутатом Законодательного Собрания области по областному избирательному округу от этой политической партии. В настоящее время является членом КРК.
В 2010 году уход Лукичева с поста секретаря регионального бюро было охарактеризовано некоторыми его однопартийцами как результат «тоталитарного руководства» нового руководителя отделения Марины Смирновой. Однако официально партия заявила, что «Лукичев по-прежнему является полноправным членом „Справедливой России“, тесно сотрудничает с руководством региональной организации и не таит обиды на своих вологодских единомышленников».
В июне 2013 года Лукичев вышел из «Справедливой России» из-за того, что партия не выдвинула его на очередных выборах Главы города Вологды.

### В Законодательном Собрании области
22 марта 2007 года очередная сессия Вологодской городской Думы прекратила полномочия депутата А. Н. Лукичева в связи с его избранием в областной ЗакС.
На организационной сессии Законодательного Собрания области 4 апреля 2007 года утвержден членом постоянного комитета по вопросам местного самоуправления.
Будучи депутатом Законодательного Собрания, А. Лукичев выступал за введение открытого голосования с фиксацией фамилий депутатов и последующей публикацией пофамильных результатов голосования на сайте областного парламента.
10 апреля 2009 года на очередной сессии Законодательное Собрания приняло решение и досрочном прекращении полномочий депутата А. Н. Лукичева в соответствии с пунктом «г» части 2 статьи 50 Устава Вологодской области, пунктом 4 части 1 статьи 4 закона области от 3 февраля 2005 года № 1224-ОЗ «О статусе депутата Законодательного Собрания Вологодской области» на основании вступившего в законную силу приговора Вологодского городского суда от 27 января 2009 года. В соответствии с принятым постановлением Александр Лукичев освобожден также от работы на профессиональной постоянной основе в постоянном комитете Законодательного Собрания области по вопросам местного самоуправления.

### Конфликт с руководством области
В середине 2000-х годов возникли серьёзные трения между Вологодской городской Думой и руководством области. Причиной стали отличия в видении бюджетного регулирования. Губернатору любое брожение не выгодно хотя бы из-за необходимости контролировать бюджет в интересах бюджетообразующей «Северстали»: хорошие отношения с ней «гарантируют области стабильность, а губернатора спасают от революционного брожения народных масс». С исходом противостояния контрастирует, к примеру, мирный тон поздравления Лукичевым губернатора Вячеслава Позгалёва с 55-летием в 2001 году, в котором команда губернатора называется командой единомышленников, а богатый трудовой опыт губернатора оценивается как дающий уверенность в завтрашнем дне.
Уже в 2001 году возникли межбюджетные проблемы между городом и областью. Лукичев называл бюджет 2002 года «бюджетом выживания», в то время, как губернатор охарактеризовал его как «бюджет проедания». В конце 2002 года уже ходили разговоры о том, что городская дума собирается подать в суд на областное правительство за то, что в результате перераспределения между бюджетами разных уровней налога на прибыль.
Недовольство вызывало соотношением налогов, которые вологжане платили в городской бюджет и другие вышестоящие бюджеты: к примеру, в 2004 году Вологда заплатила более 7 млрд рублей во все виды бюджета налогов, бюджет города при этом составлял 2 млрд рублей. В том же году Лукичев заявил в интервью: «Если четыре-пять лет назад мы имели где-то 50 % тех средств, которые собираем в городе — это платежи предприятий, налогоплательщиков во все уровни бюджета. На сегодня мы имеем меньше 20 % — вот реальный показатель». Годом ранее городская Дума, руководимая Лукичевым, чуть было опять не подала в суд на областную власть, чтобы заставить перечислить городу деньги на компенсацию роста тарифов на энергоносители и тепло, а также на повышение зарплат бюджетникам.
Бюджет-2006 стал дефицитным после того, как произошло очередное перераспределение бюджетных отчислений в пользу областного бюджета: по сравнению с 2005 годом проектные параметры доходов бюджета сократились на 700 миллионов рублей, дефицит был запланирован на уровне 150 миллионов при общих расходах 2,5 миллиардов рублей. В январе 2006 года Лукичев констатировал, что в Вологде в результате решений Законодательного Собрания происходит финансовый кризис. Кроме того, в 2006 году областной бюджет долго не перечислял городу средства в счёт оплаты федеральных и областных льгот и под угрозой срыва оказался отопительный сезон в городе. Дело сдвинулось с мёртвой точки после вмешательства прокуратуры. В конце 2006 года губернатор Позгалёв акцентировал внимание на том, что между главой города Якуничевым и областью конфликта нет.
Городская Дума неоднократно отклоняла предложения Правительства области об увеличении тарифов на ЖКХ. Александр Лукичев неоднократно публично критиковал руководство области за неравномерное финансирование крупных инфраструктурных проектов в Череповце и в Вологде.
Перед выборами в Законодательное Собрание 2007 года конфликт обрёл формы межличностного с губернатором Вячеславом Позгалёвым. После этого сначала на Лукичева было заведено уголовное дело под надуманными предлогами по итогам проверки финансовой деятельности Вологодской городской Думы.
Александр Лукичев: «Губернатор Вологодской области Вячеслав Позгалев, откровенно предложил мне выйти из партийных списков Политической партии „Справедливая Россия“ на выборах в Законодательное Собрание Вологодской области. В случае моего согласия и обещания быть преданным губернатору, мне было обещано место заместителя председателя Законодательного Собрания области, а затем как вариант — кресло мэра города Вологды, но я ответил категорическим отказом. Тогда последовали неприкрытые угрозы — что я могу считать себя „политическим трупом“, что моя карьера в любом качестве завершена.»

Александр Лукичев: «На выборах „Справедливая Россия“, которой я тогда руководил, получила 30 процентов. Буквально через три дня в Гордуму пришла прокурорская проверка и проверила шесть лет моей деятельности. Так и обнаружились эти якобы растраченные деньги. Дело в том, что из бюджета была проплачена процедура защиты моей кандидатской, то есть оплачен приезд оппонентов. По закону я не имею права оплатить приезд оппонентов, а должен это сделать университет. Однако в университете есть положение, на основании которого эти расходы должны оплачиваться организацией, в которой работает соискатель.»

Сразу после отставки Лукичева с поста председателя гордумы его преемник Михаил Банщиков заявил во время пресс-конференции, что конфликты Лукичев больше надуманы СМИ. «Конфронтации не было, она могла появиться за последние 2 месяца, когда он пошел на более высокий уровень, — заявил Банщиков. — Я сам видел, как поддерживали выступления Александра Лукичева в Законодательном собрании. Отношения были нормальными. И сейчас, уверен, что все будет нормально». Между тем, в мае 2008 года городская дума была признана потерпевшей.
В 2008 году он был со скандалом снят с выборов Главы города, а в 2009 года лишён статуса депутата Законодательного Собрания после того, как суд приговорил его к выплате штрафа в 25 тысяч рублей. Решение суда было принято 27 января, в соответствии с которым Лукичев был признан виновным в том, что оплатил за счёт бюджета защиту кандидатской диссертации.
В мае 2010 года политолог Александр Кынев охарактеризовал конфликт внутри вологодской региональной элиты как сильнейший, что является, по его мнению, признаком сильнейшей дифференциации внутри региона.
Губернатор области Вячеслав Позгалёв в декабре 2011 года, накануне своей отставки и перехода в Государственную Думу, назвал Лукичева «конкретным соперником, конкретным политиком с конкретной программой», который «вызывал отношение как политик и как достойный оппонент».
После остставки Позгалёва Лукичев назвал его решение серьёзным политическим поступком, который заслуживает уважения.

### Выборы Главы города Вологды 2008 года
В 2008 году во время выборов Главы города Вологды был лидером предвыборной кампании, подвергаясь при этом серьёзному прессингу и был снят с неё. За этим последовало громкое судебное разбирательство по причинам его снятия с выборов. 14 мая 2009 года Вологодский городской суд решил взыскать с владельцев светодиодных экранов, прекративших за несколько недель до голосования демонстрацию агитационных материалов А. Н. Лукичева, 900 тысяч рублей. Впоследствии владелец светодиодных экранов через систему арбитражных судов отсудил в свою пользу у ГЭП «Вологдаоблкоммунэнерго» 1,1 миллиона рублей в счёт убытков, возникших в результате отключения электроэнергии.
В разгар предвыборной кампании также произошёл другой скандал: прокурор Вологодской области Сергей Хлопушин собрал пресс-конференцию, на которой сообщил, что Александр Лукичев незаконно получил из муниципального жилищного фонда квартиру, что впоследствии было опровергнуто судом.

### Выборы Главы города Вологды 2013 года
Изначально планировалось, что Лукичев пойдёт на выборы от «Справедливой России». Однако, партия выдвинула Александра Тельтевского. В результате Лукичев покинул партию и был выдвинут «Гражданской платформой». По утверждению журналиста Ирека Муртазина, именно он свёл Лукичева с «Гражданской платформой».
На последней для себя конференции «Справедливой России» Лукичев заявил:
«Мы же вместо того чтобы сплотиться и выдвинуть реальную, известную фигуру у вологжан, продолжаем играть в политические игры, выстраиваем некие договоренности. При всем уважении к Александру Дмитриевичу (Тельтевскому), его выдвижение кандидатом на пост главы — большая ошибка, которая только принесет имиджевые потери „Справедливой России“ в Вологде, от которых потом будет трудно оправиться. <…> Во-вторых, по всем соцопросам по возможным кандидатам на пост главы, Александр Дмитриевич проигрывает всем без исключения кандидатам и не набирает даже пол-процента! Так кого вы смешим? Сами себя?»
19 августа у Лукичева изъяли 20-тысячный тираж предвыборной газеты из-за того, что в ней были не полностью указаны выходные данные.

## Выборы 2016 года
В 2016 году Александр Лукичев был выдвинут партией "Родина" кандидатом в депутаты Госдумы по Вологодскому одномандатному округу, однако предпочёл не подавать документов в избирательную комиссию. При этом, он был зарегистрирован как кандидат в рамках партийной региональной группы.

### Биографические справки
- Пресс-портрет Яндекса

### Интервью
- «ОКТЯБРИСТ» ЛУКИЧЕВ УВАЖАЕТ ПРЕЗИДЕНТА, или Зачем вологодским «моржам» понадобился портрет председателя Думы — интервью, 2006 год (недоступная ссылка)
- Председатель Вологодской городской Думы Александр Николаевич Лукичев о реализации закона «Об общих принципах организации местного самоуправления» — 2004 год
- Вологодская городская Дума отметила свой 10-летний юбилей — интервью А. Н. Лукичева, 2004 год
- Председатель Вологодской городской Думы Александр Лукичев про городской бюджет на 2006 год

### Научные публикации
1. Территориальное общественное самоуправление, как форма самоорганизации граждан и важная составляющая часть местного самоуправления. Региональные особенности местного самоуправления (Взаимодействие теории и практики): Сборник научных и учебных – методических трудов. – СПб: Образование – Культура, 1998. – С. 69-72.
2. Межбюджетные отношения и передача государственных полномочий органам местного самоуправления. Материалы семинара представителей городских и районных выборных органов местного самоуправления «О  дальнейшем совершенствовании взаимодействия Законодательного Собрания области с представительными органами местного самоуправления». Вологда, 30 января 2001 г. – Вологда: Издательство Законодательного  Собрания области, 2001. – С. 47-52.
3. Что такое местное самоуправление? Отв. ред. Ю. К. Некрасов. – Вологда: Древности Севера, 2001. – 160 с. (В соавторстве с В. И. Лефоновым, Ю. К. Некрасовым, В. А. Саблиным, С. А. Смирновым, И. В. Степановым).
4. Становление местного самоуправления в г. Вологда. Местное самоуправление и решение социально-экономических проблем: Международная конференция. Вологда, Череповец, Белозерск, 30 мая – 1 июня 2002 г. – Вологда: АНО «Инженерный центр – Арт Эко», 2003. – С. 3-6.
5. Надо делиться…\\ Муниципальная власть: Российский журнал местного самоуправления. – 2003. – №1. – С. 53-54.
6. Проблемы законодательного обеспечения местного самоуправления и пути их решения \\ Местное самоуправление в условиях реформируемой России: опыт становления и проблемы развития: Материалы межрегиональной научно-практической конференции. Великий Новгород, 16-17 января 2003г. – СПб. – 2003. С. 82-86.
7. Законодательство о местном самоуправлении. Проблемы и перспективы \\ Местное самоуправление и решение социально-экологических проблем: Международная конференция. Вологда, Кириллов. – 16-18 июня  2003 г. – Вологда: АНО «Инженерный центр Арт Эко», 2003 г. – С. 3-10.
8. Роль Законодательного собрания в становлении и развитии местного самоуправления в Вологодской области (1994 – 2004) \\ Материалы конференции «Становление и развитие законодательной власти на Вологодчине (опыт, проблемы, перспективы)». Вологда, 31 марта 2004 г. – Вологда, 2004. – С. 61-65.
9. Реформа местного самоуправления, в помощь депутатам, главам муниципальных образований. Вологда. – 2004г. (в соавторстве со Степановым И. В.)
10. Исторический опыт реформирования местного самоуправления в Архангельской и Вологодской областях в 90 годы 20 века Монография / А. Н. Лукичев; Федеральное агентство по образованию, ГОУ ВПО "Поморский гос. ун-т им. М. В. Ломоносова". Вологда, 2007.
11. Становление и развитие гражданского образования в общеобразовательных школах России – актуальная педагогическая проблема. // Управление образованием: теория и практика. – 2011. № 1 (1). С. 101-105.
12. Как повлияют новые стандарты старшей школы на развитие гражданского образования. // Управление образованием: теория и практика. 2012. № 4 (8). С. 40-45.
13. Влияние нового стандарта старшей школ на развитие гражданского образования. //  Стандарты и мониторинг в образовании 2013г. № 2(89) – С.61-63.
14. Театральная образовательная среда как фактор формирования толерантности // Управление образованием: теория и практика. 2014. – № 3 (15). – С. 10-32. (в соавторстве Крынжина Е.И., Анисимова Т.В.)
15. Лукичев А.Н. Матвеев В. Ю. Жуковский. Правовые инструменты управления проектной деятельностью. (Менеджмент в условиях модернизации высшего профессионального образования: Учеб. пособие в 4 книгах. Книга 4. 2015 г.
16. В. Л. Борзенков, М. В. Иванова, А. Н. Лукичев. Сити-менеджмент: управление муниципальными образованиями. // Учебное пособие. Жуковский. – 2016 г.
17. Реализация мероприятия государственной программы Российской Федерации «Развитие образования» по развитию содержания, форм, методов повышения кадрового потенциала педагогов и специалистов по вопросам обучения русскому языку в образовательных организациях Российской Федерации. Материалы по результатам анализа эффективности деятельности федеральных стажировочных площадок в 2018 году к всероссийскому семинару «Обучение русскому языку в образовательных организациях Российской Федерации: опыт, тенденции, проблемы». / Под редакцией Лукичева А. Н. – Москва: Издательство «Перо», 2019. – 134 с.
18. Богина Т.Е., Лукичев А.Н. О плане мероприятий (реализация «Дорожной карты»)  межрегионального взаимодействия ФГАОУ ДПО АПК и ППРО и образовательных организаций дополнительного профессионального педагогического образования Российской Федерации на 2017 год // Сборник материалов IV Совещания руководителей государственных организаций, реализующих программы дополнительного профессионального педагогического образования в субъектах Российской Федерации Материалы Совещания. Под общей редакцией С.Ю. Новоселовой. 2017. С. 76-79.

1. Реализация мероприятия государственной программы Российской Федерации «Развитие образования» по развитию содержания, форм, методов повышения кадрового потенциала педагогов и специалистов по вопросам обучения русскому языку в образовательных организациях Российской Федерации. Материалы по результатам анализа эффективности деятельности федеральных стажировочных площадок в 2018 году к всероссийскому семинару «Обучение русскому языку в образовательных организациях Российской Федерации: опыт, тенденции, проблемы». Под редакцией Лукичева А. Н. – Москва: Издательство «Перо», 2019. – 134 с.

1. А. Н. Лукичев, В. Н. Чечелева, Д. И. Янгез, С. В. Зимин, Е. А. Цветкова, Е. С. Колесникова. Современные методики и инновации в преподавании общеобразовательных дисциплин программ среднего профессионального образования. // Журнал Управление образовнием Теория и практика. – 2021. – №2.

### Разное
- Автореферат кандидатской диссертации А. Н. Лукичева «Формирование системы местного самоуправления на Европейском Севере РФ в 1990-е годы (на материалах Архангельской и Вологодской областей)» (недоступная ссылка)
- Федеральные политики на Вологодчине — материал про визит Владимира Кишенина и Геннадия Гудкова в Вологодскую область (недоступная ссылка)
- Демократия с социальным уклоном — Интервью А. Н. Лукичева «Вологодской неделе»